# LL-12
Aquesta autopista es va construir al mateix temps de l'AP-2, té al principi la connexió amb Lleida, a mig camí té una sortida parcial amb la C-13 (variant sur), i al final, abans de la barrera de peatge, hi ha l'inici de l'Eix de l'Ebre que connecta amb Tortosa i Amposta (C-12). Té una curiositat que aquesta via no té cap senyalització que marqui el nom de la via en ser al principi només accés de l'autopista i no com a via titular. És administrada pel Ministeri de Foment.